# Edgar Arro
Edgar Arro (* 24. März 1911 in Tallinn; † 24. Dezember 1978 ebenda) war ein estnischer Komponist und Organist.

## Leben
Edgar Arro schloss 1935 sein Orgelstudium bei August Topman und 1939 sein Kompositionsstudium bei Artur Kapp am Tallinner Konservatorium (heute Estnische Musik- und Theaterakademie) ab. Von 1936 bis 1940 war er als Organist beim staatlichen Estnischen Hörfunk beschäftigt. Während des Zweiten Weltkriegs gehörte er verschiedenen staatlichen Kunstensembles der Estnischen Sozialistischen Sowjetrepublik an. Von 1944 bis 1952 war Arro Lehrer an der Tallinner Musikschule. 1952 bis 1966 war er verantwortlicher Sekretär des Komponistenverbands der Estnischen SSR. Von 1944 bis 1978 war er darüber hinaus Dozent für Musiktheorie am Staatlichen Tallinner Konservatorium.
Edgar Arro ist vor allem durch seine populären Lieder bekannt geworden. Sein Hauptwerk sind die 56 Estnischen Volksweisen (komplett in der Eres Edition erschienen). Daneben schrieb er zusammen mit Leo Normet die Operetten Rummu Jüri (1954) und Tuled kodusadamas (1958). Arros Orgelwerke sind international berühmt. Außerdem komponierte er zahlreiche weitere Musikstücke, Chorlieder, geistliche Werke und Filmmusiken.
1967 erhielt Arro den Titel eines Volkskünstlers der Estnischen SSR. 1948 und 1949 sowie 1980 (postum) wurden ihm staatliche estnische Musikpreise verliehen.